# Dactyloceras catenaria
Dactyloceras catenaria är en fjärilsart som beskrevs av Karl Grünberg 1895. Dactyloceras catenaria ingår i släktet Dactyloceras och familjen Brahmaeidae. Inga underarter finns listade i Catalogue of Life.